# Parque nacional de Arli
El parque nacional de Arli (del francés: Parc national de Arli) es un espacio protegido situado en el sureste de Burkina Faso. Colinda con el parque nacional de Pendjari en el vecino Benín por el sur y la Reserva Singou por el oeste.
El  parque nacional ocupa una superficie de 760 kilómetros cuadrados con una amplia variedad de hábitats, que van desde los bosques de galería de Arli, los ríos Pendjari hasta sabanas y montañas de piedra arenisca de la cordillera de Gobnangou. Es el hogar de alrededor de 200 elefantes, 200 hipopótamos y 100 leones.